# Интернациональное (Целиноградский район)
Интернациональное — упразднённое село в Целиноградском районе Акмолинской области. На момент упразднения являлось административным центром Интернационального сельского округа. В 2007 году включено в состав города Астана и исключено из учётных данных

## География
Располагалось в 4,5 км к юго-востоку от Астаны, на правом берегу реки Есиль и в 1 км к югу автомобильной дороги Астана — Караганда. Ныне представляет собой жилой массив Интернациональный города Астана.

## История
Указом Президента Республики Казахстан «Об изменении границ города Астаны» от 8 августа 2000 года часть населённых пунктов района, в том числе село Интернациональное, были включены в административно-территориальные границы города Астана..

## Население
В 1989 году население села составляло 2212 человек. Национальный состав: казахи — 34 %, немцы −29 %, русские — 23 %. По данным переписи 1999 года, в селе проживало 1739 человек, в том числе 854 мужчины и 885 женщин.